# 沢崎麻衣
沢崎 麻衣（さわさき まい、1994年1月24日 - ）は、石川県金沢市出身の女優。

## 人物
小学校6年間水泳、小・中学校合わせて5年間ピアノを習っていた。初舞台は幼稚園のお遊戯会での『青い鳥』、ミルクの精役。小学3年生の時に観た映画がきっかけで俳優を志す。小学校では文化祭などで舞台を経験し、中学校では市民児童劇団、高校では演劇部に所属し、県大会では主演を務め、最優秀賞を受賞した。その後上京し、明治大学文学部文学科ドイツ文学専攻に入学。明治大学シェイクスピアプロジェクトに参加し、その仲間とナナイロスペースという劇団を立ち上げた。大学の卒業公演を観にきていたマネージャーに声を掛けられ、株式会社エコーズに所属。2018年12月退所。2019年7月の舞台をもって引退。

## 出演作品

### 舞台
- 『青い鳥』（ドラマ工房☆キッズ☆クルー)良い空気の幸福役 （2006.12）
- 『天使は瞳を閉じて』（B-baby）チハル役 （2015.5）
- 『ヘンリー四世』ピートー役 （2013.11）
- 『ヘンリー五世』ロビン役 （2014.11）
- 『ウィンザーの陽気な女房たち』ロビン役 （2014.11）
- 『ヘンリー六世』エリナー役 （2015.11）
- 『リチャード三世』ヨーク役 （2015.11）（以上、明治大学シェイクスピアプロジェクト）
- 『エレベーター』主演 （2010.8）
- 『彼等の向こうに…』（2009.8）
- 『演劇部に明日はない』（2010）
- 『グッドバイ・マイ…』（2008）
- 『サテライトガール』（劇団螺船）主演 （2014.2）
- 『赤鬼』(セントエルモ）とんび役 （2014.4）
- 『農業少女』主演・百子役 （2015.3）
- 『半神』（以上、ナナイロスペース）主演・シュラ役 （2016.3）
- 『私たちのエンドロール』（No Title）ミナミ役 （2015.9）
- 『若草物語』（UMANプロデュース）（2015.8）
- 『Drifting Girls』（東京女子演劇部）（2015.6）
- 『夏の夜の夢』（TYPES）ヒロイン・ハーミア役 （2016.5）
- 『クレオパトラ』（原作『アントニーとクレオパトラ』、MSPインディーズ）（2016.8）
- 『女優Ｉ』（劇団Jeep）夢子役 （2017.7）
- 『Challenge』（take in）主演 （2017.8）
- 『でかいばあちゃん』（大塚ドリームshow）かな役 （2018.8)
- 『享保の暗闘』（雀組ホエールズ）千早役 （2018.11）
- 『夜叉ヶ池のほとりで星が鳴く』（東京夜光とまほろば）ヤヤコ役 （2019.7）

### 映画
- 『サテライトガール』（監督：下野篤史）
- 『ともだちいらない』（監督：岡元雄作）
- 『おまえかよっ』（監督：三ツ橋勇二）

### テレビ
- NHK『ムズムズエイティーン』（声の出演）
- TX『バイプレイヤーズ〜もしも6人の名脇役がシェアハウスで暮らしたら〜』第1話、第4話、第5話、第10話、第11話、第12話
- TX『バイプレイヤーズ〜もしも名脇役がテレ東朝ドラで無人島生活したら〜』第1話、第2話、第3話
- NTV『Missデビル 人事の悪魔・椿眞子 』第1話 岡田さやか役
- CX『母・福田和子 』（シンソウ坂上内）

### CM
- 『マッハバイト』
  - マッハボーナス篇
  - マッハ事務篇
  - マッハ着付け篇
  - マッハエステ篇

### webドラマ
- 『ENVISION』  (ECC外語学院)